# NGC 6278
NGC 6278 је лентикуларна галаксија у сазвежђу Херкул која се налази на NGC листи објеката дубоког неба.
Деклинација објекта је + 23° 0' 40" а ректасцензија 17h 0m 50,2s. Привидна величина (магнитуда) објекта NGC 6278 износи 12,6 а фотографска магнитуда 13,6. NGC 6278 је још познат и под ознакама UGC 10656, MCG 4-40-11, CGCG 139-29, PGC 59426.